# Fenthion
Le Fenthion est un insecticide organophosphoré, avicide et acaricide. Comme les autres organophosphorés, il agit par l'inhibition de la cholinestérase. Du fait de sa toxicité relativement faible pour les humains et les mammifères, le fenthion est enregistré comme composé de toxicité relativement modérée par l'agence américaine de protection de l'environnement et l'organisation mondiale de la santé,.

## Utilisation
Le fenthion est un insecticide de contact et d'absorption utilisé contre beaucoup de ravageurs piqueurs et suceurs. Il est efficace contre les mouches des fruits, les cicadelles, les punaises des céréales, les perceurs de tiges, les moustiques, les parasites des animaux, les mites, les pucerons, les carpocapses et les oiseaux tisserins. Il a été largement utilisé pour la canne à sucre, le riz, les champs de blé, de betteraves, les vergers de pommes, de poires, d'agrumes et les vignes.
Du fait de sa haute toxicité sur les oiseaux, le fenthion a été utilisé pour contrôler les tisserins et autres oiseaux nuisibles dans beaucoup d'endroits du monde. Il est aussi utilisé sur le bétail, les porcs et les chiens pour lutter contre les poux, les puces, les tiques, les mouches et autres parasites externes,,.
Du fait de ses effets délétères sur l'environnement, spécialement sur les oiseaux, l'Food and Drug Administration n'a plus autorisé l'utilisation du fenthion. Cependant, le fenthion a été utilisé en mode extensif en Floride pour lutter contre les moustiques adultes. Après plusieurs évaluations de risque sur la santé humaine et l'environnement, en 1998 et une révision en 1999, l'USEPA a émis une IRED (Décision intérimaire d'enregistrement d'admissibilité) pour le fenthion en janvier 2001. L'EPA a classé le fenthion comme pesticide à usage restreint (RUP) et met en garde contre sa manipulation, à cause de sa toxicité.
Quelques appellations commerciales sont Avigel, Avigrease, Entex, Baytex, Baycid, Dalf, DMPT, Mercaptophos, Prentox, Fenthion 4E, Queletox et Leybacid. Fenthion est disponible en poudre, concentré émulsifiable, granules, liquide concentré, concentré en spray, ULV et formules en poudre mouillable.

## Synthèse
Le fenthion peut être synthétisé par condensation du 4-methylmercapto-m-cresol et du dimethylphosphorochloridothionate.

## Effets sur la santé
Sur la base de sa biodisponibilité, l'exposition générale de la population au fenthion est limitée. Le forme commune de l'exposition au fenthion est en rapport avec la profession, elle se fait par contact dermique ou l'inhalation de poussières et d'aérosols. Un autre moyen courant est l'ingestion de nourriture, spécialement si celle-ci a été récemment traitée au fenthion. Plus loin, l'ingestion est l'empoisonnement le plus grave sur les humains et les animaux. Pour éviter ceci, les récoltes traitées par le fenthion ne doivent pas être autorisées avant un certain temps de dégradation avant récolte (délai avant récolte (DAR)). Normalement, la DAR est de 2 à 4 semaines, selon le type de récolte.
L'empoisonnement au fenthion apparaît avec les mêmes symptômes que les autres organophosporés sur la santé humaine. L'effet est l'inhibition de la cholinestérase.

### Toxicité aigüe
L'empoisonnement aigu au fenthion produit la myosis (rétrécissement de la pupille), nausées et vomissements, maux de tête, fatigue musculaire, torpeur, léthargie, agitation ou anxiété. Si l'empoisonnement est modéré ou grave, il provoque une oppression, des difficultés respiratoires, de l'hypertension, des douleurs abdominales, de la diarrhée, une salivation et une transpiration abondantes ou de la myokymie. Dans les cas les plus graves, comme dans les tentatives de suicide, la victime tombe dans la coma, peut succomber à un arrêt respiratoire effondrement et paralysie flaccide.

### Toxicité chronique
Il n'y a pas eu de cas de chronicité signalés.

## Effets sur l'environnement
Malgré sa courte demi-vie dans l'environnement, la toxicité du fenthion est hautement significative sur les oiseaux et les invertébrés marins et d'estuaires. Même si dans certaines parties du monde pour le contrôle des oiseaux nuisibles, plusieurs oiseaux sauvages non-visés sont victimes de l'empoisonnement au fenthion. Les symptômes aigus d'empoisonnement chez les oiseaux comprennent le larmoiement des yeux, une salivation mousseuse, l'absence de mouvement, des tremblements, la congestion de la trachée, l'absence de coordination de la marche et un rythme respiratoire anormalement rapide ou des difficultés à respirer.
Le fenthion a été aussi mis en cause comme toxique pour les poissons et les autres vertébrés aquatiques. Les abeilles sont également affectées par la contamination au fenthion.

## Dégradation dans la nature
La photodégradation et la biodégradation sont les mécanismes les plus courants de la dégradation du fenthion. Dans l'atmosphère, en phase de vapeur, le fenthion réagit rapidement avec les radicaux hydroxyles produits photochimiquement. Sa demi-vie est environ de 5 heures. Dans le sol et l'eau, la photodégradation est encore le mécanisme prédominant s'il y a suffisamment de lumière solaire.
Dans des conditions normales en environnement aquatique, la demi-vie du fenthion est de 2,9 à 21,1 jours. Il peut être dégradé photodynamiquement, chimiquement ou biologiquement. Le mécanisme de dégradation est l'hydrolyse, l'oxydation et/ou l'alkylation/désalkylation, qui sont dépendants de la présence de la lumière, de la température, de la basicité ou de l'activité enzymatique.
Dans le sol, la dégradation du fenthion dure entre 4 et 6 semaines : elle survient par la photodégradation aussi bien par des organismes aérobies ou non-photolithiques. Cependant, les particules du sol adsorbent fortement le fenthion qui devient moins sujet à la percolation avec l'eau à travers le sol.

## Sources
- (en) Cet article est partiellement ou en totalité issu de l’article de Wikipédia en anglais intitulé « Fenthion » (voir la liste des auteurs).
- Voir aussi Convention de Rotterdam
- Voir aussi Convention de Stockholm sur les polluants organiques persistants

### Webographie
- Pesticide Properties Database (PPDB) record for Fenthion
- Dow AgroSciences : application des produits phytosanitaires